# Климов, Иван Владимирович
Ива́н Влади́мирович Кли́мов (22 января 1989, Малиновка, Тюкалинский район, Омская область, СССР — 23 ноября 2013, Омск, Россия) — российский боксёр первой тяжёлой весовой категории, выступал за сборную в конце 2009-го — начале 2010-го годов. Бронзовый призёр чемпионата России и Спартакиады молодёжи России, трёхкратный чемпион Сибири, победитель международного турнира «Золотая перчатка». На соревнованиях представлял Российский студенческий спортивный союз и Омскую область, мастер спорта международного класса.

## Биография
Иван Климов родился 22 января 1989 года в деревне Малиновка, Тюкалинский район, Омская область. Боксом начал заниматься по наставлению отца в 1996 году в возрасте 7 лет в боксёрском клубе города Когалым, первый тренер Олег Леонидович Задорожный, тренировался у Владимира Сергеевича Яковлева. В 2006 году переехал в город Омск, продолжил занятия боксом в омском клубе «Амур» под руководством Сергея Николаевича Макарова. Позже окончил Специализированную детско-юношескую спортивную школу олимпийского резерва № 21, учился в Сибирском государственном университете физической культуры и спорта, был членом сборной команды Российского студенческого спортивного союза.
Первого серьёзного успеха на ринге добился в 2009 году, когда в первом тяжёлом весе стал чемпионом Сибирского федерального округа. Год спустя повторил это достижение, кроме того, выиграл бронзовую медаль на Спартакиаде молодёжи России. Наиболее успешным в его боксёрской карьере получился 2011 год — Климов в третий раз выиграл первенство Сибири, завоевал бронзовую медаль на чемпионате России, а также одержал победу на престижном турнире «Золотая перчатка» в Сербии, выполнив тем самым норматив мастера спорта международного класса.
Вечером 3 марта 2013 года Иван Климов отдыхал в ночном клубе «Ангар» в Омске, у него завязался конфликт с неким Яном Лебедовым (сын цыганского барона), представителем цыганской диаспоры, в результате чего спортсмен получил пулевое ранение из карабина «Сайга». Он едва не лишился ноги из-за огромной потери крови, однако сумел восстановиться и приступил к тренировкам, надеясь возобновить карьеру боксёра.
В полдень 23 ноября того же года на Климова во дворе его дома напал неизвестный и нанёс два удара ножом в печень и горло, что привело к мгновенной смерти спортсмена. В настоящее время заведено уголовное дело по статье «Убийство», устанавливаются личность и мотивы убийцы. Жители Омска собрали более 30 тысяч подписей под обращением к президенту Владимиру Путину с просьбой взять под личный контроль расследование этого нашумевшего дела.
Многие представители российского бокса принесли соболезнования родным и близким спортсмена, в том числе главный тренер сборной России Александр Лебзяк: «Климов — нормальный, хороший парень. Иван никогда не отрывался от коллектива. Был культурным и порядочным человеком. И, конечно, хорошим боксёром».
12 декабря 2013 года сотрудниками Национального бюро Интерпола в Кыргыстане совместно с оперативниками угрозыска МВД в Бишкеке был задержан гражданин России Ян Лебедов, 1990 года рождения. Задержанный готовился к вылету из «Манаса» в одну из стран Евросоюза. При личном досмотре у Лебедова был изъят поддельный паспорт на имя гражданина Кыргызстана — Рината Юсупова. После 9 месяцев разбирательств он был экстрадирован в Россию. В марте 2015 года по приговору суда в Омске Ян Лебедов получил за умышленное причинении тяжкого вреда здоровью боксера (инцидент 3 марта) 4,5 года колонии, и должен выплатить 100 тысяч рублей компенсации родителям погибшего Ивана Климова. Убийцу Ивана Климова так и не нашли. Похоронен в деревне Малиновка Тюкалинский район.